# تهیرهی
تهیرهی (به انگلیسی: Therhi) یک منطقهٔ مسکونی در پاکستان است که در شهرستان خیرپور واقع شده‌است.